# 星アンジェ
星 アンジェ（ほし あんじぇ、1987年3月29日 - ）は、日本のAV女優。

## 略歴
- 2007年12月に 着エロ系DVD『全開遊戯』でデビュー後、2008年3月『ドMビッチ!』でh.m.p専属女優としてAVデビュー。
- 2008年11月に『脅威の失禁セルデビュー』でMOODYZよりセルデビュー。

## 人物
- 趣味：カラオケ、買い物[1]
- 特技：オイルマッサージ[1]

## 出演作品

### イメージビデオ
- 全開遊戯（2007年12月25日、ケイネットワーク）

### アダルトビデオ
2008年
- New Comer（3月21日、h.m.p）
- 3年B組潮吹き先生（4月21日、h.m.p）
- 妄想フェスタ!（5月21日、h.m.p）
- パーフェクト痴女（6月21日、h.m.p）
- 24hours SEX（7月21日、h.m.p）
- 号泣・レイプ・拘束 THE ハード!!（8月21日 h.m.p）
- 限界スプラッシュ☆（9月21日 h.m.p）
- Bitch PARTY ［ビッチパーティ］（10月21日、h.m.p）共演:佐伯奈々
- 脅威の失禁セルデビュー（11月1日、MOODYZ）
- 女教師 中出し20連発（11月6日、アイエナジー）
- 無許可生中出し 脱水痙攣アクメ（11月15日、STAR PARADISE）
- 公開連続アクメ実験ショー 第七幕（12月4日、アイエナジー）

2009年
- 麻薬捜査官 ヤク漬け膣痙攣（1月8日、アイエナジー）
- Rookies 5 淫撮!名古屋在住・ドエローなクォーターのエステティシャン（1月16日、マキシング）
- ラジコン式バイブ付きパンツを履いて原宿表参道に初めてのアクメおつかいにイクッ!!（1月22日、SODクリエイト）共演:七瀬ゆうり、飯島くらら
- ギャルニーソックス（1月30日、TMA）他出演:浅倉みらい、鷹宮りょう、高原智美、石川みずき、綾瀬りさ、加奈めぐ、RiRi
- ガーターストッキングしか見たくない! 4時間 (2月20日、TMA)オムニバス作品 他出演:浅倉みらい、綾瀬りさ、高原智美、鷹宮りょう、RiRi
- 社長秘書はインテリ痴女 （3月1日、ワンズファクトリー）
- 完全ヴァーチャル フェラチオ視線 (3月1日、ワンズファクトリー）他出演:愛原さくら、浅田ちち、小坂めぐる、北原夏美、石川みずき、鈴香音色、坂田美影、艶堂しほり、蜜井とわ
- 最高級ドM♥（3月21日、h.m.p）
- 中に出してと彼女は言った 2（3月27日、ビッグモーカル）他出演:芽衣奈、篠原リョウ、小宮ゆい
- 強制労働所の美しき女番（4月19日、ROOKIE）共演:水城奈緒、綾瀬メグ、大塚咲、eco
- 徹底的ドSファック!! （4月21日、h.m.p）
- キャバ嬢Platinum After（4月24日、ビッグモーカル）他出演:沢木樹里、ひなのりく
- TokyoギャルナンパGROOVE（4月24日、ケイ・エム・プロデュース）他出演:長谷川ココ、桜井エミリ
- 人妻野外露出（7月25日 ビッグモーカル）他出演:吉岡奈々子、前島エリナ
- 禁断の【妄想】プレイルーム（9月4日、アウダースジャパン）共演:佐伯奈々、成瀬心美、工藤れいか
- DOKIレズ 38（9月4日、アウダースジャパン）共演:佐伯奈々、成瀬心美、工藤れいか
- 禁断な妄想官能小説（10月9日、アウダースジャパン）共演:純名もも、桐原あずさ、石川鈴華
- DOKIレズ 39（10月9日、アウダースジャパン）共演:純名もも、桐原あずさ、石川鈴華
- Wキャスト 初中出し×ダブル失禁×レズ乱交!!（10月21日、h.m.p）共演:雨音レイラ
- 男女の身体が入れ替わる赤い糸5（10月22日、アイエナジー）
- ism 雨音レイラ Vol.4（12月21日、V BANC）共演:雨音レイラ

2010年
- 無許可生中出し号泣脱水アクメ（4月15日、SADIST）共演:神谷りの

## メディア出演

### テレビ番組
- エロ生☆パラダイス　（GyaOジョッキー、2008年4月8日放送分）

### イベント
- 夏目ナナプロデュース『PLAYBOY CHANNEL NIGHT 2008』（2008年2月15日、新宿フェイス）真田聖也＆矢野啓太組マネジャー[2]